# Похвиснев, Михаил Семёнович
Михаил Семёнович Похвиснев (1720— до 1790) — сенатор, тайный советник. Активный участник переворота 1762 года.

## Биография
Родился в 1720 году. Происходил из дворянского рода Посхвисневых — сын поручика Семёна Васильевича Похвиснева и внук стольника Василия Михайловича Похвиснева, который в 1685 году был пожалован вотчинами за службу во время войск с Турцией и с крымским ханом.
Числился в лейб-гвардии Измайловском полку с 1727 года, в офицерском звании с 1741 года.   
В 1758 году из подпоручиков был пожалован в поручики. В 1762 году — капитан того же полка, принимал деятельное участие в перевороте при воцарении императрицы Екатерины II, получил 800 душ крепостных и, с 22 сентября 1762 года, чин действительного камергера.
В 1763 году был назначен первым опекуном Московского воспитательного дома и стал ближайшим помощником И. И. Бецкого в  устройстве этого учреждения.
В 1768 году, 9 июля был пожалован в звание сенатора с производством в тайные советники и с назначением к присутствованию в 6-м (Московском) департаменте Сената, где служил до 1773 года, после — в отставке.   
В 1771 году во время эпидемии чумы назначен в помощь московскому градоначальнику П. Д. Еропкину для принятия мер против распространения  болезни.
Кавалер ордена Св. Анны 1-й степени.
Входил в список дворян, принимавших участие в поставках хлебного провианта в навигационный период 1773 года с низовых городов от города Переславль-Рязанский.
Первый владелец «Дома Остермана» в Москве.
В 1782 году вместе Николаем Дмитриевичем Дурново, Алексеем Даниловичем Дурново, владелец  деревни Окороково Малоярославецкого уезда на суходоле при колодезях.

## Семья
Жена — Анна Игнатьевна Похвиснева (1730—1805); дочь — Похвиснева Александра Михайловна (1785—1820). Похоронены в некрополе Донского монастыря.